# Peter Bocage
Peter Edwin Bocage (ur. 31 lipca 1887 w Nowym Orleanie, zm. 3 grudnia 1967 tamże) – amerykański skrzypek, trębacz i bandlider jazzowy.

## Życiorys
Urodził się w dobrze radzącej sobie rodzinie kreolskiej, mieszkającej i znanej w Algiers, lewobrzeżnej dzielnicy Nowego Orleanu. Jego rodzicami byli Leopold Paul – budowniczy łodzi i grywający dorywczo gitarzysta, oraz Emilie Elizabeth z d. LaMothe. Miał czworo rodzeństwa, z którego dwaj bracia: Charles i Henry zostali tak jak on zawodowymi muzykami. W wieku dwunastu lat zaczął uczyć się gry na skrzypcach, m.in. u Henry’ego DeFuentesa. Występy rozpoczął w kwartecie ojca, grywającym na okolicznych imprezach oraz w Storyville, dzielnicy czerwonych latarni. Wkrótce już bez ojca grał w tamtejszych lokalach, doskonaląc umiejętności instrumentalne w różnych zespołach.
Mając dwadzieścia jeden lat został liderem The Superior Orchestra, w której grał na skrzypcach. Był to wówczas  jeden z najpopularniejszych zespołów ragtime'owych w Nowym Orleanie. Jego członkiem był m.in. uzdolniony trębacz Bunk Johnson, którego Peter nauczył czytać nuty.
W połowie pierwszej dekady XX wieku zaczął grać na trąbce, której z czasem stał się wirtuozem. W 1917, pracując w zespole Fate’a Marable’a na rzecznych statkach wycieczkowych linii Strekfusa, doprowadził razem z bandliderem do zaprzestania zatrudniania w orkiestrach wyłącznie białych muzyków, wywołując konsternację na Południu. On też przyjął do zespołu Louisa Armstronga. Tak jak Johnsona i jego nauczył czytać nuty, a z biegiem lat zostali przyjaciółmi. W następnym roku grał już na lądzie w znanych nowoorleańskich zespołach dętych takich jak The Onward Brass Band z „Kingiem” Oliverem, The Tuxedo Brass Band z Armstrongiem i The Allen Brass Band. W 1922 przejął The Excelsior Brass Band i prowadził ją – również administracyjnie – przez dziesięć lat.
Jako że nie potrafił długo usiedzieć w jednym miejscu, w 1923 dołączył do orkiestry Armanda Piróna. Wyruszył z nią do Nowego Jorku na krótkie występy w słynnym Cotton Clubie. Później nagrywał z Piron’s New Orleans Orchestra i swoją grupą The Creole Serenaders, która w różnych formatach działała niemal do jego śmierci.
W 1939 znów wyjechał z Nowego Orleanu. Tym razem udał się do Bostonu, żeby zastąpić Bunka Jonhsona w zespole saksofonisty Sidneya Becheta. Kiedy w latach 40. nastąpiło odrodzenie muzyki nowoorleańskiej (Dixieland Revival), sformował do celów nagraniowych zespól The Jazz Pioneers, złożony z weteranów tego stylu. W następnych dwu dekadach koncertował z The Creole Serenaders. Był też stałym wykonawcą w słynnej nowoorleańskiej The Preservation Hall.
Zmarł w wieku 80. lat. Został pochowany na Saint Bartholomew Cemetery w rodzinnym Algiers w Nowym Orleanie.

### Małżeństwo i dzieci
Jego żoną była Pearl z d. Yates (1897–1960). Miał z nią troje dzieci: Edwina Petera, Dolores i Myrtle Emily.

## Wybrana dyskografia
- 1961 Peter Bocage with His Creole Serenaders & The Love Jiles Ragtime Orchestra (Riverside Records/Original Jazz Classics)
- 1991 Peter Bocage and His Creole Serenaders (American Music)
- Peter Bocage at San Jacinto Hall (GHB)